# 7675 Gorizia
7675 Gorizia este un asteroid din centura principală de asteroizi.

## Descriere
7675 Gorizia este un asteroid din centura principală de asteroizi. A fost descoperit pe 23 noiembrie 1995 la observatorul astronomic din Farra d'Isonzo. Asteroidul prezintă o orbită caracterizată de o semiaxă mare de 2,42 ua, o excentricitate de 0,09 și o înclinație de 4,7° în raport cu ecliptica.